# Henryk Walpole
Henryk Walpole (ur. 1558 w Docking, zm. 7 kwietnia 1595 w Yorku) – święty katolicki, jezuita, męczennik, ofiara prześladowań antykatolickich.

## Życiorys
Studiował prawo w Londynie, następnie w Paryżu i Rzymie. Do Towarzystwa Jezusowego wstąpił w Rzymie w 1584 roku. Ukończył studia w Szkocji, a święcenia kapłańskie przyjął w Paryżu. Uwięziony wraz z Aleksandrem Rawlinsem poddany został torturom i skazany na karę śmierci za zdradę (tak potraktowano przyjęcie święceń za granicą) i wyrok wykonano.
Beatyfikowany przez papieża Piusa XI 15 grudnia 1929 roku, a kanonizowany w grupie Czterdziestu męczenników Anglii i Walii przez Pawła VI 25 października 1970 roku.
Jego wspomnienie obchodzone jest w dies natalis (7 kwietnia).